# Rigoberto Rodríguez Entenza
Rigoberto Rodríguez Entenza Sancti Spíritus, Cuba, 5 de noviembre de 1963. Poeta, narrador, dramaturgo y crítico cubano. Es graduado de Teatro por la Escuela Nacional de Arte de La Habana, Cuba y de Español y Literatura por el Instituto Superior Pedagógico de su ciudad natal. Profesor universitario. Es considerado por la crítica especializada como uno de los autores significativos de la literatura cubana contemporánea.
De su obra poética, el reconocido crítico cubano Enrique Sainz ha dicho: “La constante mutación de sensaciones e imágenes, las representaciones de un suceder que se acumula vertiginosamente y apenas nos deja contemplar los hechos, como si el poeta quisiese aprehender un fragmento de la realidad en su escritura, testimonian que estamos ante una obra que se inscribe en una de las líneas de la poesía cubana del siglo XX, acaso la de más acabados y perdurables frutos, de una severidad que la sitúa entre los mejores ejemplos de la lírica hispanoamericana posterior a 1950.”

## Obra
Ha publicado los siguientes libros de poemas: 
- De tales amantes tal historia, Ediciones Luminaria, Sancti Spíritus, 1990.
- Livianos, Ediciones Vigía, Matanzas, 1997.
- La mano y el silencio, Ediciones Luminaria, Sancti Spíritus, 1998
- Sitios Cruzados, Ediciones Sed de Belleza, Santa Clara, 2002.
- Cuerpo de álamo, Ediciones Luminaria, Sancti Spíritus, 2003
- Último día del naufragio, Editorial Letras Cubanas, La Habana, 2004
- Otras piedras talladas en silencio, Editorial Unión, La Habana, 2006
- Manera obsesiva (Ediciones Luminaria, Sancti Spíritus, Cuba, 2008; Editorial Benchomo – España- 2008).
- Se fue anoche Ediciones Matanzas, 2010
- El señor López y tras invenciones Ediciones Vigía 2010 y Ediciones Luminaria 2014.
- Clase magistral Ediciones Luminaria, Sancti Spíritus, Cuba, 2010.

Libros de literatura para niños:
- La señorita traga truenos y otros cuentos, Ediciones Luminaria, Sancti Spíritus, 2004
- Las 120 monedas, Ediciones Luminaria, Sancti Spíritus, 2005.
- La orilla del sendero, Ediciones Luminaria, Sancti Spíritus, 2006

Obras suyas han sido publicadas en las siguientes antologías:
- Jugando a juegos prohibidos, Editorial Letras Cubanas, La Habana, 1988
- Poesía espirituana Ediciones Luminaria, Sancti Spíritus, 1994
- La ciudad en sus poetas, Ediciones Luminaria, Sancti Spíritus, 1994.
- Nuevos poetas cubanos, Editorial Letras Cubanas, La Habana, 1994
- Epigramas I, II y II Editorial Oriente, Santiago de Cuba, 1994
- La verde espiga de la paz, Editorial Paz y Soberanía, La Habana 1995
- Nuevos juegos prohibidos, Editorial Letras Cubanas, La Habana, 1997.
- Hermanos, Editorial Pórtico, Brasil, 1997.
- Poesía cósmica cubana, Editorial Fondo Hispánico de México, México, 2000.
- Una mirada (Poesía cubana contemporánea) Ediciones Luminaria, Sancti Spíritus, 2002
- La estrella de Cuba, Editorial Letras Cubanas, La Habana, 2005
- La estrella de Cuba, Monte Ávila Editores Latinoamericana, Venezuela 2005
- La madera sagrada, Ediciones Vigía, Matanzas, 2005
- Premios Nosside Editorial Fundación Bossio, Italia, 2005.
- Crónicas de La Gaceta de Cuba –crónicas- Ediciones UNION, Cuba, 2008
- Otro elefante en la cuerda floja –antología de la poesía infantil cubana-, Ediciones UNION, Cuba, 2008.
- Poderosos pianos amarillos Ediciones La luz 2014.
- Las puertas de la madrugada Ediciones Amada Libertad, El Salvador 2014.
- La isla escrita Argentina, 2016
- Dos naciones en versos Editorial Letras sin fronteras, El Salvador 2016.

Además, obras suyas aparecen recogidas en revistas como El Caimán Barbudo, La Gaceta de Cuba, Cause, La Revista Vigía, Caserón y La Pedrada, entre otras. También ha sido incluido en numerosos sitios digitales especializados en literatura cubana.

## Premios recibidos
- Premio Nacional de Poesía Raúl Gómez García 1987.
- Premio poesía infantil y juvenil Abel Santamaría, (Universidad Central de Las Villas, 1987).
- Premio poesía para adultos Abel Santamaría, (Universidad Central de Las Villas, 1987).
- Premio Nacional de Poesía Rubén Martínez Villena, 1989.
- Premio Nacional de cuentos Onelio Jorge Cardoso, 1989).
- Premio Nacional de Poesía Fajad Jamis, 2003).
- Premio Nacional de Poesía Eliseo Diego, 1997.
- Premio de la Jornada Nacional de Poesía, 2005.
- Mención Premio Nacional de Poesía Julián del Casals, 2004.
- Premio Internacional de Poesía Nosside Caribe, 2005.
- Premio Nacional de Poesía Raúl Ferrer, 2007.
- Premio Fundación de la ciudad de Matanzas 2009.

## Datos biográficos
Nació el 5 de noviembre de 1963 en Sancti Spíritus, Cuba. En 1986 se graduó en la Escuela Nacional de Arte de Cubanacán, La Habana, Cuba, y fue fundador de Asociación Hermanos Saíz (AHS), de la cual fue vicepresidente. Trabajó como guionista y director radial y luego pasó a trabajar como profesor universitario. Simultáneamente dirigió los grupos teatrales La fuente viva y Tablas Nuevas y se desarrolló como Narrador Oral Escénico. En el año 2001 fundó y dirigió el grupo Teatro Guiñol de Sancti Spíritus, con el cual estrenó las obras El último güije de la Villa del Espíritu Santo y Las 120 monedas. Desde 1998 al 2003 fue guionista de la revista cultural Cuarta Dimensión. A finales de los 80, y principios de los 90, publicó reseñas de libros y críticas teatrales en el periódico Escambray y en el Suplemento Cultural Vitrales, de cuyo Consejo de redacción fue miembro.
Ha dirigido numerosas obras teatrales; entre ellas Antes del desayuno (de Eugenne Oneill), Entremés del mancebo que casó con mujer brava (de Alejandro Casona) Falsa Alarma (Virgilio Piñera), El monte calvo (Jairo Aníbal Niño), El Último guije -Teatro de títeres- (autor y director), Las 120 monedas (autor y director), Salvador (Autor y director). También ha presentado numerosos espectáculos unipersonales de Narración Oral Escénica. 
Cursó además estudios de periodismo. Durante cinco años fue guionista de la revista cultural Cuarta Dimensión de CMHT Radio Sancti Spíritus, emisora en la que dirigió el programa cultural en 1987. Desde ese mismo año ha ejercido como profesor universitario, con categoría docente de auxiliar y Pertenece a la Unión de Escritores y Artistas de Cuba (UNEAC) y es Miembro de Honor de la Asociación Hermanos Saiz (AHS), en la que se reúnen los jóvenes de la vanguardia artística cubana.
Participó en la expedición por el bicentenerario de José María Heredia, La Estrella de Cuba. 
En la actualidad imparte el Taller Literario Casatintas, auspiciado por la AHS en la provincia Sancti Spíritus y dirige el espacio cultural Gente de Palabra, patrocinado por el Comité Provincial de la UNEAC espirituano. También mantiene una sección semanal en el canal de televisión Centro Visión Yayabo, donde reseña libros y otra en CMHT, Radio Sancti Spíritus, donde ejerce la crítica teatral. 
En el 2005 le fue otorgada la Distinción por la Cultura Nacional.